# Albert Henderson
Pour les articles homonymes, voir Henderson.
Pour le joueur canadien de soccer, voir Albert Henderson (soccer).
Albert Henderson est un acteur américain né le 29 janvier 1915 aux États-Unis, décédé le 17 janvier 2004 à Los Angeles (États-Unis).

## Filmographie
- 1961 : Car 54, Where Are You? (série TV) : Officer O'Hara
- 1968 : Police sur la ville (Madigan) : Lt. Strong
- 1968 : What's So Bad About Feeling Good?
- 1968 : Un shérif à New York (Coogan's Bluff) : Desk sergeant
- 1971 : The Pursuit of Happiness : McCardle
- 1972 : Greaser's Palace de Robert Downey Sr. : Seaweedhead Greaser
- 1973 : Flics et voyous (Cops and Robbers) : Cop
- 1973 : Serpico : Peluce
- 1973 : Koska and His Family (TV)
- 1974 : Les Superflics (The Super Cops) de Gordon Parks : Captain Arbow
- 1975 : The Reincarnation of Peter Proud : Police Sergeant
- 1976 : Serpico: The Deadly Game (TV) : Sgt. Morgan
- 1980 : Rage! (TV) : Guard
- 1981 : Modern Romance : Head Mixer
- 1981 : Le facteur sonne toujours deux fois (The Postman Always Rings Twice) : Art Beeman
- 1987 : Barfly : Louie
- 1988 : Big Top Pee-wee : Mr. Ryan
- 1989 : Trois fugitifs (Three Fugitives) : Man in Raincoat
- 1991 : Trancers II : Wino #3
- 1993 : M. Jones (Mr. Jones) : Patient
- 1994 : Star Trek Deep Space Nine (TV) : Cos (Saison 2, épisode 11 "Les Rivaux")